# راي مكستاي
راي مكستاي (بالإنجليزية: Raymond McStay)‏ هو لاعب كرة قدم بريطاني في مركز الوسط، ولد في 18 مايو 1970 في هميلتون في المملكة المتحدة. لعب مع كارديف سيتي ونادي سلتيك ونادي هيرفورد وهاميلتون أكاديميكال.

## وصلات خارجية
- راي مكستاي على موقع Soccerbase.com (لاعب) (الإنجليزية)